# François Jacob
François Jacob, född 17 juni 1920 i Nancy, Meurthe-et-Moselle, Frankrike, död 19 april 2013 i Paris, var en fransk biolog. År 1965 erhöll han Nobelpriset i fysiologi eller medicin för sina upptäckter rörande genetisk styrning av enzym- och virussyntes och mRNA. Han delade priset med Jacques Monod och André Lwoff.

## Biografi
Jacob var enda barnet till Simon, en köpman, och Thérèse (Franck) Jacob, i Nancy, Frankrike. Han var nyfiken och lärde sig läsa i ung ålder. Albert Franck, Jacobs morfar, en fyrstjärnig general, var Jacobs förebild i barndomen. Vid sju års ålder började han in i Lycée Carnot, där han skolades under de kommande tio åren. Han beskriver sin far i sin självbiografi som en "konformist i religionen", medan hans mor och andra familjemedlemmar, som var viktiga i hans barndom, var sekulära judar.
Även om Jacob var intresserad (och begåvad) av fysik och matematik, skrämdes han av utsikten att tillbringa ytterligare två år i "en ännu mer drakonisk regim" för att förbereda sig för högre studier vid Polytechnique. Istället, efter att ha sett en kirurgisk operation som cementerade hans "lilla intresse" för medicin, gick han in på läkarlinjen.
Under den tyska ockupationen av Frankrike – och efter sin mors död – lämnade Jacob Frankrike för Storbritannien för att ansluta sig till krigsinsatsen. Jacob, som bara hade avslutat sitt andra år av medicinska studier, gick med i det medicinska kompaniet i den franska 2:a Armédivisionen 1940. Han skadades i en tysk flygattack 1944 och återvände till det nu befriade Paris den 1 augusti 1944. För sin krigstjänst tilldelades han Frankrikes högsta utmärkelse under andra världskriget för tapperhet, Frihetskorset, liksom Légion d'honneur och Croix de guerre.
Efter att ha återhämtat sig återvände Jacob till läkarlinjen och började forska om tyrothricin och lära sig bakteriologimetoderna i processen. Han avslutade en avhandling som han beskrev som "replikerade amerikanskt arbete" om antibiotikats effektivitet mot lokala infektioner och blev läkare 1947. Även om han lockades till forskning som karriär, avskräcktes han av sin egen upplevda okunnighet efter att ha deltagit i en mikrobiologikongress den sommaren. Istället började han arbeta på Cabanel Center, där han hade gjort sin avhandlingsforskning. Hans nya arbete innebar tillverkning av antibiotika, tyrothricin. Senare kontrakterades centret för att konvertera krutfabriker för penicillinproduktion (även om detta skulle visa sig omöjligt).
Under denna period träffades Jacob och började uppvakta sin kommande hustru, Lise Bloch. Han gifte om sig 1999 med Geneviève Barrier.

## Vetenskapligt arbete
År 1961 utforskade Jacob och Monod idén att kontrollen av enzymuttrycksnivåer i celler är ett resultat av reglering av transkription av DNA-sekvenser. Deras experiment och idéer gav drivkraft till det framväxande området molekylär utvecklingsbiologi och av transkriptionell reglering i synnerhet.
Med den tidigare bestämningen av DNA:s struktur och centrala betydelse blev det tydligt att alla proteiner producerades på något sätt från dess genetiska kod, och att detta steg kan utgöra en viktig kontrollpunkt. Jacob och Monod gjorde viktiga experimentella och teoretiska upptäckter som visade att när det gäller laktossystemet (i bakterien E. coli) finns det specifika proteiner som ägnas åt att undertrycka transkriptionen av DNA till dess produkt (RNA, som i sin tur avkodas till protein).
Denna förträngare (laktpressorn) tillverkas i alla celler, binder direkt till DNA vid de gener som den kontrollerar och fysiskt förhindrar att transkriptionsapparaten får tillgång till DNA. I närvaro av laktos omvandlas en del av laktosen till allolaktos, vilket binder till förträngningen som gör att det inte längre kan binda till DNA, och den transkriptionella förträngningen lyfts. På detta sätt är en robust feedbackloop konstruerad som gör att uppsättningen laktossmälta proteinprodukter endast kan tillverkas när de behövs.
Jacob och Monod utvidgade denna förträngarmodell till alla gener i alla organismer i sin första ansats. Regleringen av genaktivitet har utvecklats till en mycket stor underdisciplin av molekylärbiologi, som  i själva verket uppvisar enorm variation i mekanism och många nivåer av komplexitet. Nuvarande forskare finner regulatoriska händelser på alla tänkbara nivåer av de processer som uttrycker genetisk information. I det relativt enkla genomet av bagerijäst är (Saccharomyces cerevisiae), är 405 av dess 6 419 proteinkodande gener direkt involverade i transkriptionell kontroll, jämfört med 1 938 för enzymer.

## Utmärkelser och hedersbetygelser
- 1962 Grand Prix Charles-Leopold Mayer av the Académie des Sciences
- 1965 Nobelpriset i fysiologi eller medicin tillsammans med André Lwoff[18] och Jacques Monod
- 1973 Utländsk medlem i the Royal Society (ForMemRS)[20]
- 1996 Lewis Thomas Prize for Writing about Science
- 1996 Académie française Plats 38.